# Zbójnicki Skok
Zbójnicki Skok, Zbójecki Skok, Janosikowy Skok (słow. Zbojnický skok lub Janošikov skok), dawniej przez flisaków nazywany też lijem – przewężenie Dunajca w Przełomie Pienińskim, w którym rzeka ma szerokość zaledwie 12 m, płynąc ciasnym skalnym wąwozem pomiędzy wapiennymi ścianami Łysiny (tzw. Zbójeckie Skały) i Klasztornej Góry. Miejsce to nie jest widoczne z Drogi Pienińskiej poprowadzonej po prawej stronie Dunajca, gdyż zasłaniają je drzewa. W zwężeniu tym prąd przyspiesza, a głębokość rośnie – jak twierdzą flisacy – do 8 m. Nazywają to miejsce Na Głębokie. Niekiedy, aby to udowodnić, wrzucali pionowo do wody żerdki, które po jakimś czasie wyskakiwały. W rzeczywistości Dunajec jest tu znacznie płytszy: pomiary, przeprowadzone w listopadzie 2024 r. przez pracowników naukowych Uniwersytetu Komisji Edukacji Narodowej w Krakowie i Politechniki Krakowskiej przy udziale pracowników Pienińskiego Parku Narodowego oraz jego słowackiego odpowiednika, wykazały największą głębokość równą 4,5 m. Pomiary, prowadzone w ramach badań geometrii przełomu Dunajca, wykonano za pomocą echosondy gwarantującej błąd nie większy niż ok. 10 cm.
Flisacy przewożonym na tratwach turystom opowiadają, że w tym miejscu Janosik „uciekając przed hajdukami wysłanymi za nim przez pana na zamku w Niedzicy, przeskoczył Dunajec”. Pozostał po tym rzekomo na lewym cyplu rzeki ślad odciśniętych kierpców. Są też legendy, według których zbójnicy przechodzili w tym miejscu próby skoku.
Znajduje się w Pienińskim Parku Narodowym w granicach wsi Sromowce Niżne w województwie małopolskim, w powiecie nowotarskim, w gminie Czorsztyn.

## Galeria

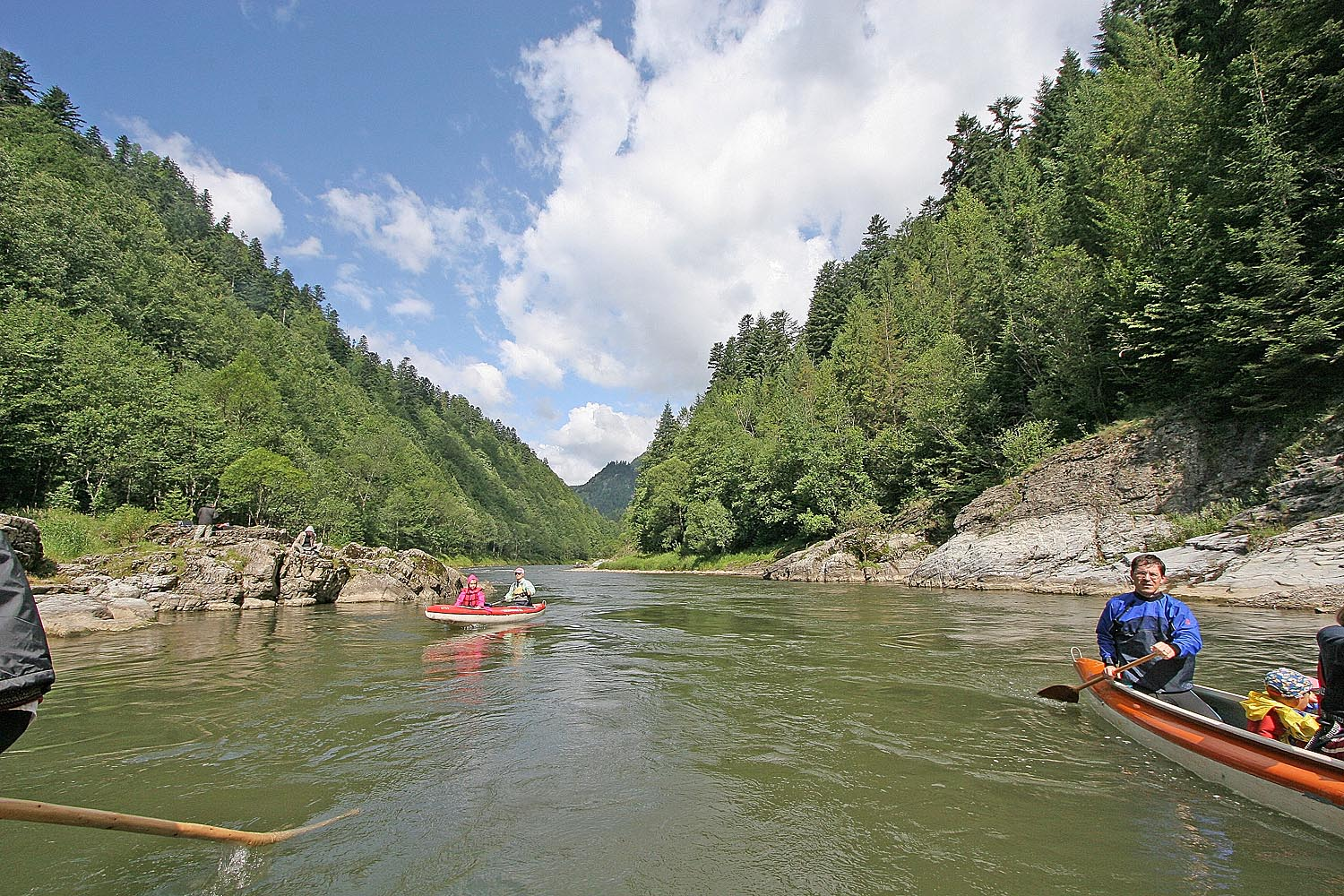
Widok z wody
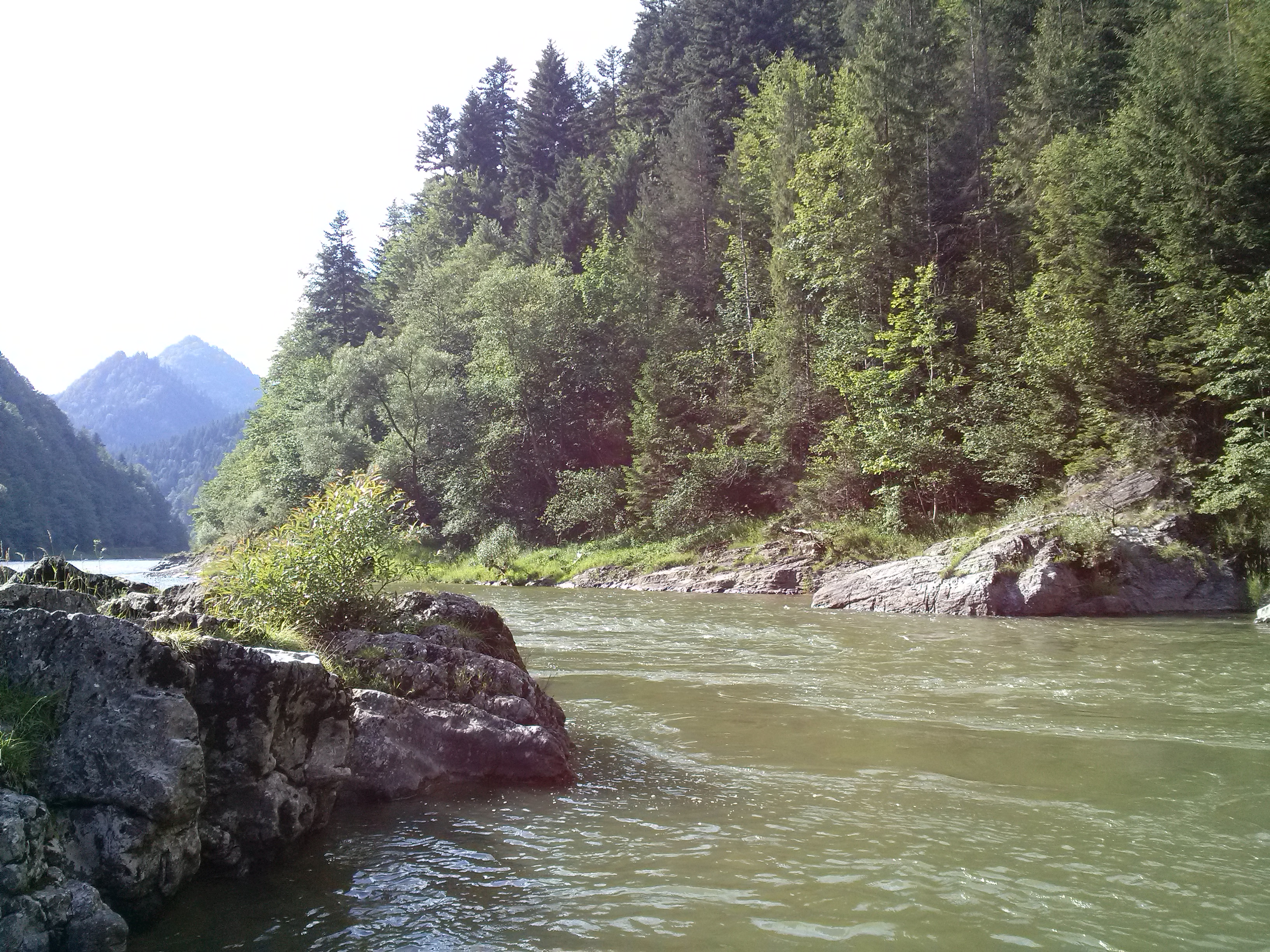
Widok z brzegu z panoramą gór w tle
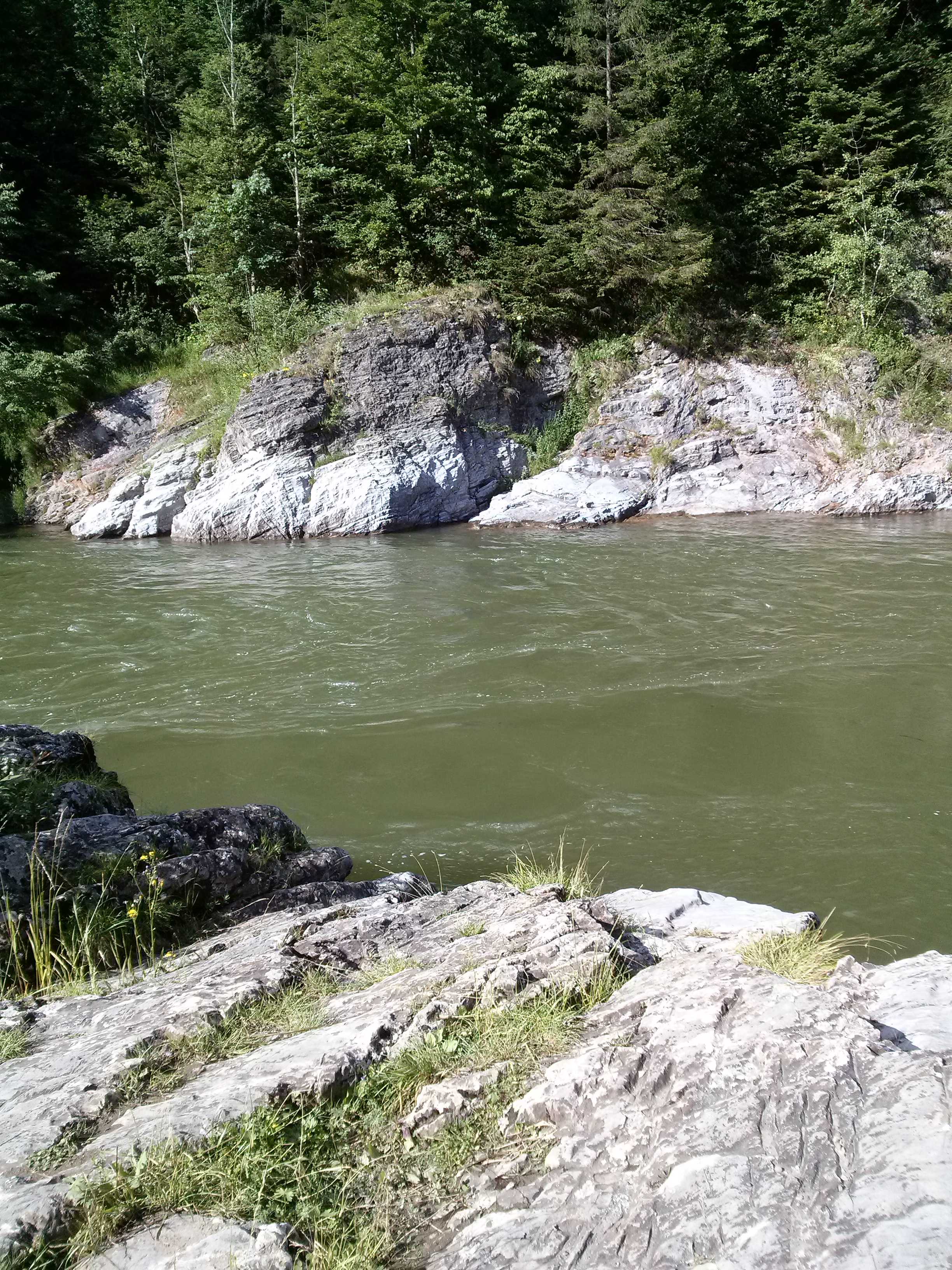
Widok z brzegu z bliska